# پالاتزولو ورچلزه
پالاتزولو ورچلزه (به ایتالیایی: Palazzolo Vercellese) یک کومونه در ایتالیا است که در استان ورسلی واقع شده‌است. پالاتزولو ورچلزه ۱۳٫۹ کیلومتر مربع مساحت و ۱٬۳۴۸ نفر جمعیت دارد.